# Artocarpus hirsutus
L'Artocarpus hirsutus és una espècie de planta amb flors del gènere Artocarpus dins la família de les moràcies nativa del sud-oest de l'Índia i de Sri Lanka.

## Taxonomia
Aquest tàxon va ser publicat per primer cop l'any 1847 al tercer volum dels dedicats a la botànica dins l'Encyclopedie Methodique pel botànic francès Jean-Baptiste Lamarck.

### Sinònims
Els següents noms científics són sinònims d'Artocarpus hirsutus:
- Artocarpus pubescens Willd.
- Saccus hirsutus (Lam.) Kuntze